# Tévi
Le Tévi en fongbe , doundou cohlo en Dendi, tassou en Baatonu, ichu en Yoruba ou igname, est un mets béninois. Son appellation diffère d'une langue ou une région à une.

## Ingrédients
Le tévi est essentiellement fait à base d'ignames. Donc pour la préparation, il faut des tubercules d'ignames, de l'huile, du sel et piment.

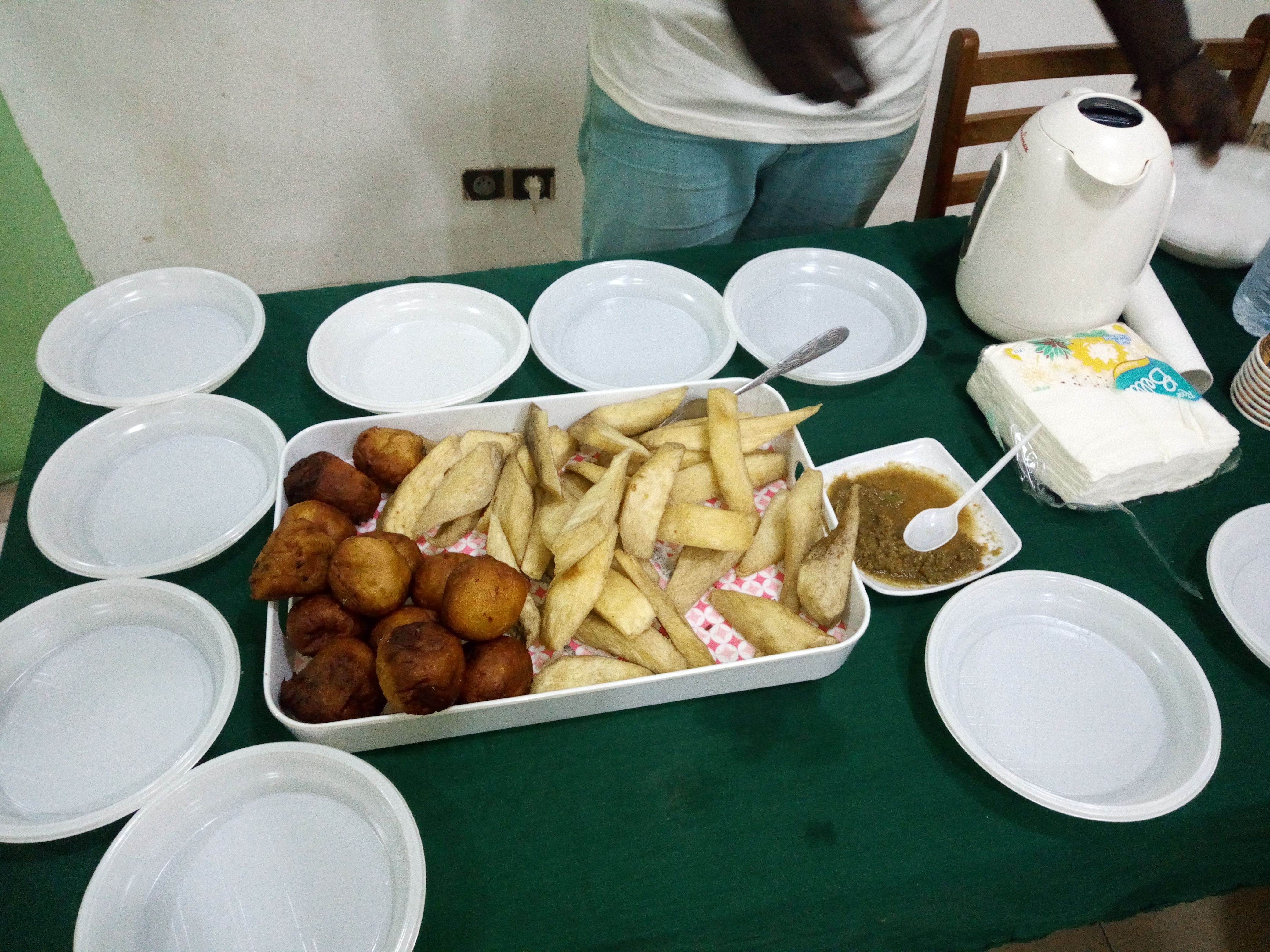
- Igname frit avec huile à WIKI LOVES MONUMENTS BENIN 2019

## Préparation
Etape 1: Il faut éplucher les tubercules d'ignames. 
Etape 2: Bien laver, puis découper suivant la formes voulue: en rondelles, cubes ou losanges. Ensuite, il faut les 
Etape 3: Saupoudrer de sel fin.
Etape 4: Mettre un poelle contenant de l'huile sur le feu. Une fois l'huile chauffé  100°, commencer par mettre les morceaux d'ignames. Laisser frire jusqu'à obtenir une coloration dorée ou caramélisée,.

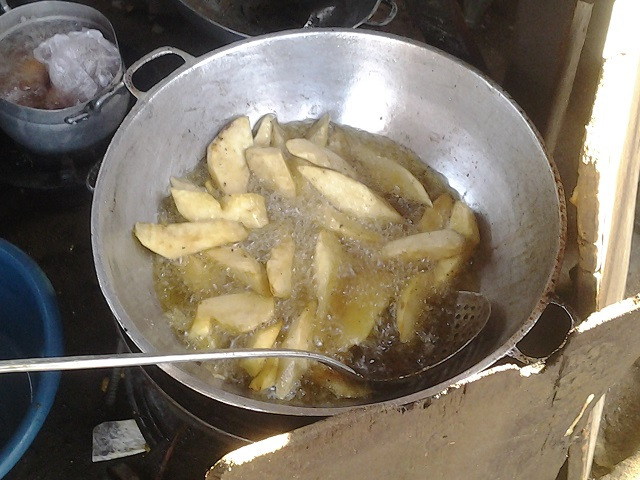
Igname frite dans passoire

## Consommation
Il est beaucoup plus consommé pendant les heures du goûter. Il peut être accompagné de bouillie de céréales comme le soja, le sorgho, le maïs ou le mil. Tévi est également associé à d'autres beignets ou amuses-gueules comme l'alloco et atta. On peut aussi ajouter des omelettes, du poisson fumé ou braisé. Les ignames frites se retrouve parmi les mets et petits plats de plusieurs pays comme le Togo sous l'appellation de Koliko, le Cameroun, la Côte d'ivoire, le Nigeria,,.

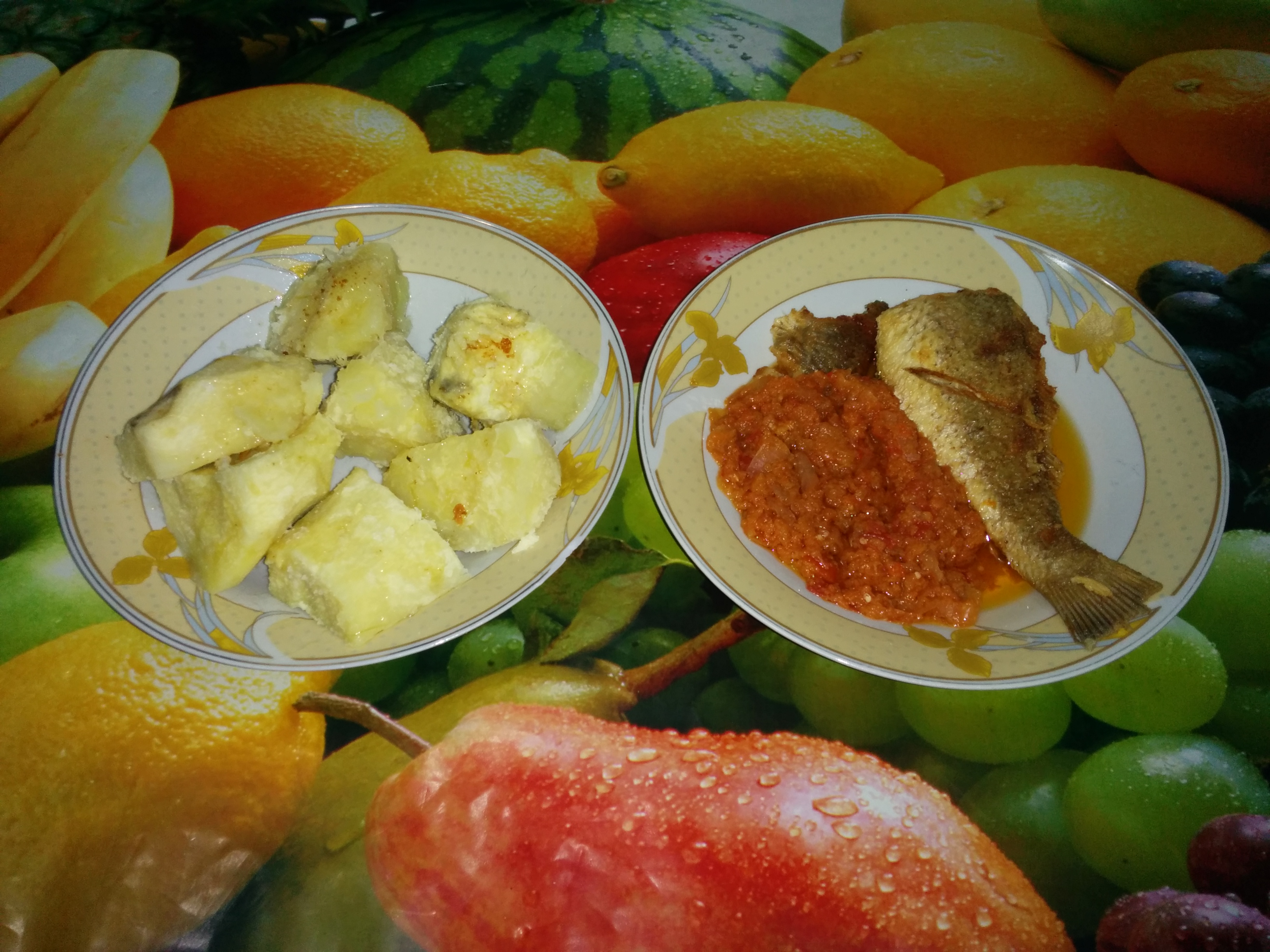
Ignames bouillies